# Major League Soccer
La Major League Soccer ou MLS (en français : Ligue majeure de soccer) est une association sportive professionnelle nord-américaine regroupant des franchises de football du Canada et des États-Unis. C'est la principale ligue professionnelle de football en Amérique du Nord. Les joueurs qui la composent ont longtemps été en grande majorité d'origine américaine et mexicaine. Au fur et à mesure, de nouvelles nationalités de joueurs se sont ajoutées à la liste et, même si les Américains restent les plus nombreux, plusieurs pays sont désormais représentés tels que la Jamaïque et Trinité-et-Tobago.
La Major League Soccer a été créée en 1993. La première saison de cette ligue a eu lieu en 1996 avec dix franchises. Elle comprend aujourd’hui pas moins de trente franchises réparties aux États-Unis (27 équipes) et au Canada (3 équipes). La MLS est le plus haut niveau des compétitions de soccer de ces deux pays.
Comme pour la plupart des ligues sportives professionnelles nord-américaines, la ligue professionnelle est fermée. Elle n'est jouée que par des franchises qui payent pour entrer dans la ligue. Il n'y a pas de système de relégation-promotion et les trente franchises nord-américaines sont réparties en associations (Est (15 équipes) et Ouest (15 équipes)). La saison se termine par la finale MLS, disputée sur un match, qui conclut les séries éliminatoires.

## Histoire
La faillite de la NASL en 1984, après seize ans d’existence, décourage depuis les investisseurs. Mais la FIFA pose comme condition à l'organisation de la Coupe du monde 1994 la mise en place d'un championnat professionnel à caractère national. Les Américains traînent des pieds, mais tiennent tout de même parole en 1996 avec la création de la MLS.
La MLS est une ligue relativement jeune et qui connaît une expansion assez rapide : de 10 franchises en 1996, elle est passée à 12 en 1998 (avec l'arrivée du Fire de Chicago et du Fusion de Miami), est revenue à 10 en 2001 avec la disparition des deux équipes de Floride, le Fusion et le Mutiny de Tampa Bay. La ligue a repris son expansion en 2005 (les onzième et douzième franchises étant le Club Deportivo Chivas USA et le Real Salt Lake). Le Toronto FC, première franchise canadienne à intégrer la ligue, est devenu la treizième franchise en 2007. Les Earthquakes de San José reviennent en 2008 et les Sounders de Seattle intègrent la ligue en 2009. L'Union de Philadelphie en 2010 devient la seizième franchise de la MLS. Les Whitecaps de Vancouver et les Timbers de Portland intègrent la MLS, l'année suivante. L'Impact de Montréal devient la dix-neuvième franchise de MLS en 2012.
Le 21 mai 2013, la ligue annonce l'arrivée d'une vingtième franchise dans le championnat, le New York City FC (la deuxième à New York) pour 2015. Toujours en 2013, la MLS annonce qu'Orlando City sera la 21e franchise de la ligue dès 2015,. Cette admission intervient donc après trois longues années de négociations, principalement orientées autour du financement d'un nouveau stade.
Cependant, au terme de la saison 2014, le Chivas USA met fin à ses opérations, entraînant une saison 2015 à vingt franchises. La saison 2017 verra cependant l'ajout d'une 21e concession du côté d'Atlanta. La même année, une 22e équipe joindra le championnat. Pour pallier la perte du Chivas USA, la MLS a annoncé que ce club sera remplacé par une nouvelle franchise dans la région de Los Angeles. Cependant, le 25 mars 2015, la ligue annonce l'arrivée d'une 23e franchise avec le Minnesota United FC. À ce moment, le commissaire Don Garber précise qu'en raison des négociations pour un nouveau stade pour le nouveau club de Los Angeles, soit l'équipe californienne, soit l'équipe du Minnesota joindra la ligue en 2017, l'autre équipe devant patienter à 2018.
Une 24e franchise devrait voir le jour du côté de Miami : un groupe d'investisseurs, mené par l'ancien joueur David Beckham, a exercé une option en février 2014 pour y implanter une équipe d'expansion. Cependant, cette expansion ne pourra être confirmée tant que le groupe n'aura pas trouvé un stade pour y faire évoluer l'équipe.
Plus récemment, les décisionnaires de la Major League Soccer ont décidé d'accélérer leur implantation au Canada en nommant un directeur de la ligue au pays, une première en dehors des États-Unis pour l'organisation. Ce dernier, Diego Moratorio, a notamment pour objectif de développer les trois franchises canadiennes que sont l'Impact de Montréal, les Whitecaps de Vancouver et le Toronto FC, en leur assurant une hausse des revenus financiers et du nombre de spectateurs au stade.

## Organisation

### Règles du championnat

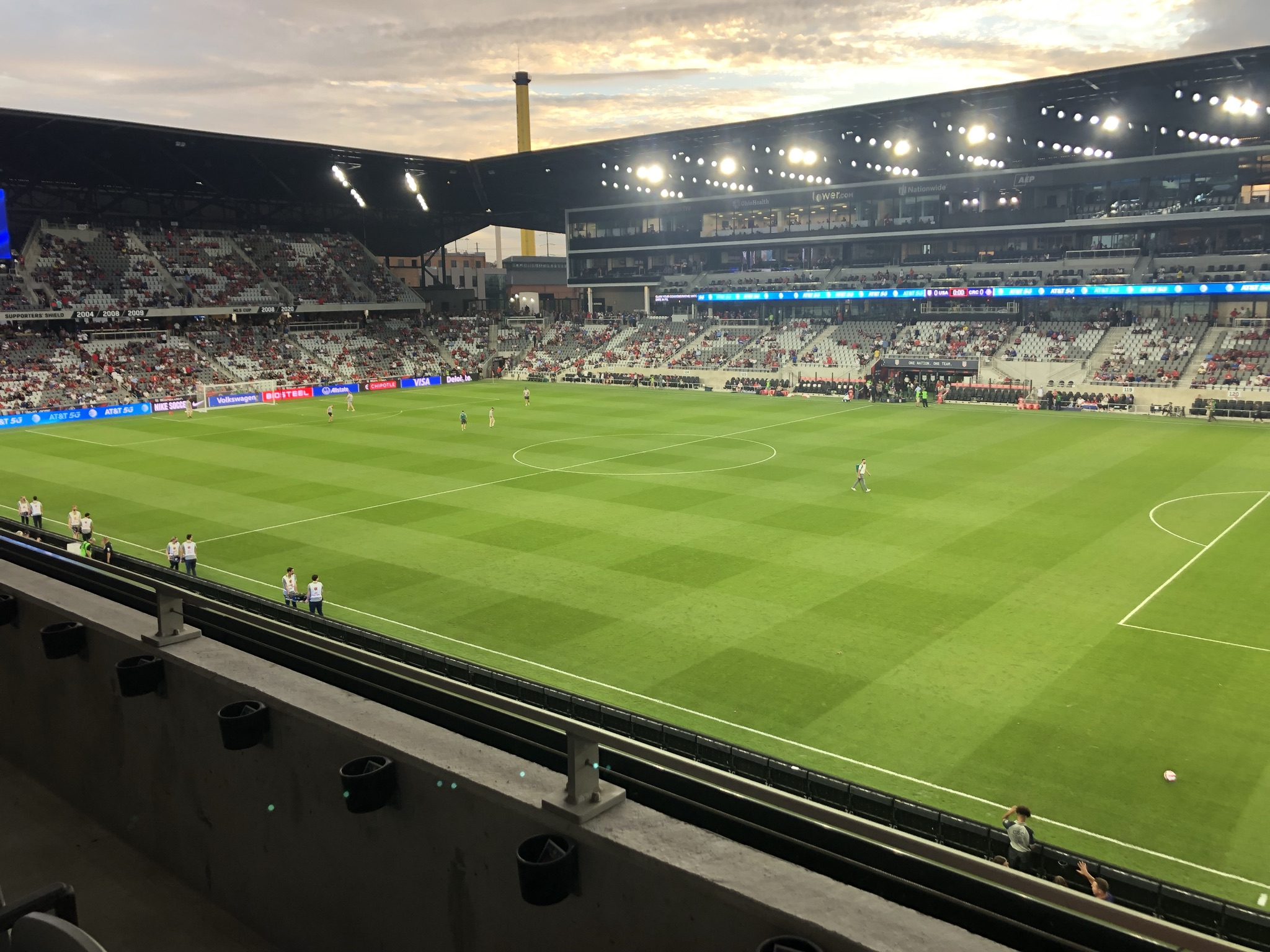
Lower.com Field, stade de Columbus Crew.

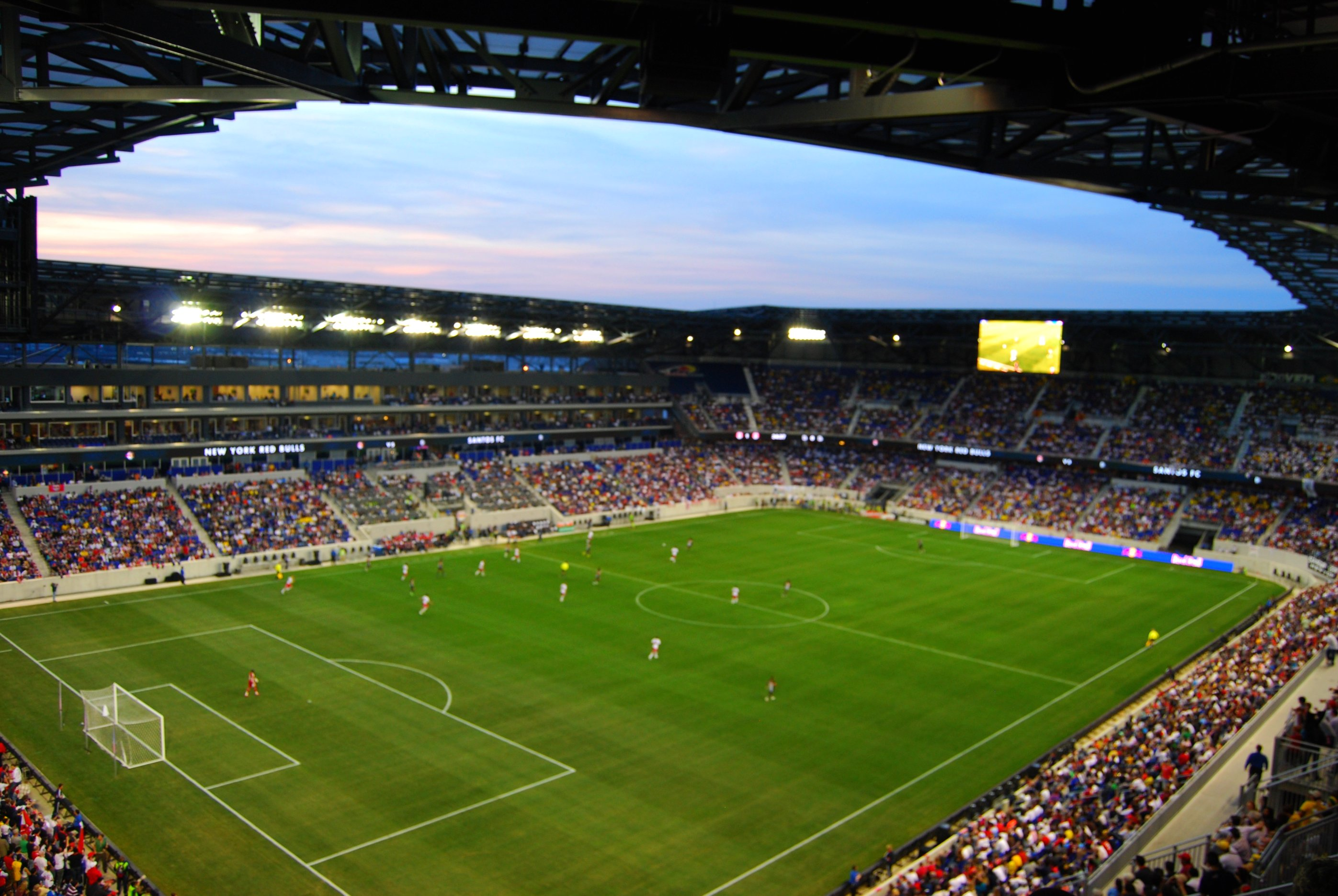
Red Bull Arena, stade de New York Red Bulls.

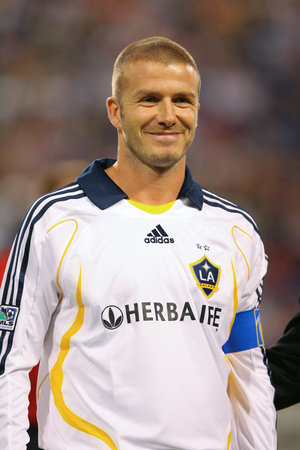
David Beckham avec le Galaxy de Los Angeles.

Le championnat se déroule de mars à décembre. Il est divisé en deux parties : une saison régulière, qui qualifie pour des séries éliminatoires (Playoffs en anglais), à l'issue desquelles se dispute la finale (la Coupe MLS).
Les équipes sont réparties en deux associations, une à l'Est de 15 équipes, et une à l'Ouest de 14 équipes pour la saison 2023
Durant la saison régulière, jusqu'en octobre, les équipes disputent 34 rencontres. Pour la saison 2018, les équipes disputent deux ou trois rencontres contre chacun de ses rivaux d'associations et un seul match contre chacun des adversaires de l'autre association. Au terme de ces 34 matchs, un classement est établi, la victoire valant trois points, le match nul un point et une défaite aucun. La dernière rencontre de la saison régulière est appelée Decision Day. Les six meilleures équipes de chacune des associations participent aux séries éliminatoires. L'équipe qui termine au premier rang du classement général remporte le MLS Supporters' Shield (le « Bouclier des supporters ») et, si la franchise est américaine (et non canadienne), représente les États-Unis à la Ligue des champions de la CONCACAF suivante.
Les séries éliminatoires sont constituées de quatre tours :
- Pour le premier tour, les équipes ayant terminé aux deux premiers rangs de chacune des associations passent directement au deuxième tour. Pour les équipes ayant terminé du troisième au sixième rang de leur associations, elles disputent une rencontre de barrage (match unique): l'équipe ayant terminé au troisième rang reçoit celle ayant terminé au sixième rang et celle du quatrième rang reçoit celle du cinquième rang.
- Au deuxième tour, l'équipe qui a terminé au premier rang de son association affronte celle qui était la moins bien classée à s'être qualifiée pour ce deuxième tour. L'équipe qui a pris le second rang affronte quant à elle l'équipe la mieux classée à avoir accédé au deuxième tour. Cette phase fonctionne par élimination directe depuis 2019.
- Le troisième tour (finales d'association) met aux prises les gagnants du deuxième tour de chacune des associations dans une phase à élimination directe depuis 2019. Le vainqueur de l'association de l'est remporte le trophée Eastern de la MLS et le champion de l'ouest le trophée Western.
- Les vainqueurs de ces deux associations s'affrontent lors du match de la Coupe MLS. Le vainqueur de ce match remporte le championnat de la MLS et se qualifie aussi (s'il s'agit d'un club américain) pour la Ligue des champions de la CONCACAF; au cas où il serait déjà qualifié, c'est le finaliste perdant qui y participe.

### Limitation des salaires et des effectifs

#### Salaires et joueurs désignés
Contrairement aux championnats professionnels européens, ce ne sont pas les clubs qui sont propriétaires des contrats de leurs joueurs mais la ligue. Ainsi, chaque club de la ligue se voit attribuer une masse salariale équivalente à partager entre les contrats de ses différents joueurs. Cette somme appelée plafond salarial ou salary cap s'élève à 3 845 000 US$ en 2017. Les équipes ne peuvent compter plus de 30 joueurs sous contrat MLS. Chaque année, la ligue édite ses Roster Rules qui détaillent toutes les restrictions qui s'appliquent aux équipes dans leur recrutement.
Un salaire minimum est fixé par la ligue à 48 500 US$/an et un salaire maximum à 387 500 US$/an. Néanmoins, depuis 2007, il existe une règle d'exception appelée règle du joueur désigné (designated player rule en anglais), également connue sous le nom de règle Beckham[réf. nécessaire]. Cette règle permet à chaque club de rémunérer jusqu'à 3 « joueurs désignés » à une somme libre en ne déduisant que 387 500 US$ par joueur désigné sur leur masse salariale globale. En guise d'information, la Major League Soccer Players Union publie chaque mois les salaires des joueurs de la ligue.
Ce mode de fonctionnement de la MLS implique que les joueurs moyens de ce championnat sont beaucoup moins bien rémunérés que les joueurs moyens des championnats professionnels européens. La règle du joueur désigné permet d'attirer quelques grandes stars internationales dans la ligue en affectant le salaire des autres joueurs des équipes qui font le choix de telles recrues.

#### Joueurs étrangers
La ligue limite en moyenne le nombre de joueurs étrangers (en anglais international players) à huit par équipe. Ce nombre peut varier d'une équipe à l'autre dans la mesure où les franchises peuvent s'échanger ou marchander ces places disponibles pour les joueurs étrangers. Les autres joueurs qui composent l'effectif doivent être des joueurs locaux (en anglais domestic players).
Plusieurs critères définissent les joueurs locaux.
- Pour les équipes américaines, les joueurs locaux sont entre autres les citoyens américains, les résidents permanents américains (possesseurs d'une green card), les joueurs bénéficiant du statut de réfugié aux États-Unis ou les joueurs formés par l’académie d’un club américain ou canadien de la MLS, ou par un programme jeunesse américain ou canadien approuvé par la ligue.
- Pour les équipes canadiennes, les joueurs locaux sont entre autres les citoyens canadiens, les joueurs bénéficiant du statut de réfugié au Canada, les citoyens américains, ou les joueurs formés par l’académie d’un club américain ou canadien de la MLS, ou par un programme jeunesse américain ou canadien approuvé par la ligue. Les équipes canadiennes doivent compter au moins 3 joueurs locaux canadiens mais peuvent recourir à autant de joueurs locaux américains qu'elles le souhaitent[17].

### Rentabilité et revenus
En 2018, selon une étude du magazine économique Forbes, voici la liste du top 5 des équipes de la Major League Soccer, selon leur valeur, le chiffre d'affaires et revenus;
| Classement | Équipes                | Valeur (en millions USD) en 2018 | Valeur (en millions USD) en 2017 | Chiffre d'affaires (en millions USD) | Revenu (en millions USD) |
| ---------- | ---------------------- | -------------------------------- | -------------------------------- | ------------------------------------ | ------------------------ |
| 1          | Atlanta United FC      | 330                              | Première saison (2017)           | 47                                   | -2                       |
| 2          | Galaxy de Los Angeles  | 320 (5)                          | 315                              | 63                                   | 6                        |
| 3          | Sounders FC de Seattle | 310 (15)                         | (295)                            | 52                                   | 6                        |
| 4          | Los Angeles FC         | 305                              | Première saison (2018)           | Première saison (2018)               | Première saison (2018)   |
| 5          | Toronto FC             | 290 (10)                         | 280                              | 49                                   | -10                      |

## Les franchises de la MLS en 2025
Localisation des clubs de la Major League Soccer 2025 :
- Association de l'Ouest

- Association de l'Est

| Rapids FC Dallas Sporting Dynamo Los Angeles FC Galaxy Real Salt Lake Earthquakes Sounders Minnesota Timbers Whitecaps Austin Nashville Fire Crew D.C. United Montréal Revolution Orlando City Union Red Bulls New York · City FC Toronto FC Atlanta FC Cincinnati Inter Miami Charlotte St. Louis San Diego |

Les 30 clubs de la MLS sont répartis entre l'Association Est et Ouest. Chaque club est autorisé à un maximum de 30 joueurs sur sa liste de l'équipe première. Tous les 30 joueurs sont éligibles pour la sélection des 18 joueurs par journée de match, tout au long de la saison régulière et des séries éliminatoires.
Avant sa saison inaugurale, la MLS a attribué quatre joueurs désignés de renom pour chacune des dix premières équipes. Ces places d'allocations initiales se composaient de joueurs-clés des États-Unis provenant de l'équipe nationale et des acteurs internationaux tels que Eric Wynalda et Hugo Sánchez. Lors de la saison 1998, la ligue a ajouté ses deux premières équipes d'expansion, alors que la saison 2000 a vu la ligue se réorganiser à partir des deux associations en trois divisions : la Division de l'Est, l'Ouest et la Centrale.
Cependant, après la saison 2001, la MLS a fermé ses deux franchises de Floride et est retourné à dix équipes de deux associations. La ligue a attendu plus de trois saisons avant de poursuivre sa croissance. Depuis la saison 2005, la MLS s'est agrandie de onze nouveaux clubs. Cette période d'expansion a vu Los Angeles devenir la première ville à deux équipes (avec l'apparition du Chivas USA), la ligue repousse ses frontières au Canada, un intérêt renouvelé dans les noms de la NASL de l'époque, et une présence nationale croissante. L'expansion se poursuit en 2012 alors que l'Impact de Montréal se joint à la MLS en tant que 19e équipe, puis en 2015 avec les ajouts du New York City FC et du Orlando City. Cependant, le Chivas USA a cessé ses opérations à la fin de 2014.
L'expansion de la MLS s'accélère depuis 2017 et l'arrivée du Minnesota United et de l'Atlanta United FC qui porte le nombre de clubs dans la ligue à 24. En 2018, c'est le Los Angeles FC qui rejoint la MLS avant rejoint en 2020 par le FC Cincinnati. En 2020, l'Inter Miami et le Nashville SC rejoignent la MLS. En 2021, la ligue accueille son vingt-septième club avec l'Austin FC puis le Charlotte FC en 2022.
| Association de l'Est                 |                                                                       |                                     |              |                   |
| Équipe                               | Ville, État (Aire métropolitaine)                                     | Stade (capacité)                    | Début en MLS | Entraîneur        |
| Atlanta United                       | Atlanta, Géorgie                                                      | Mercedes-Benz Stadium (42 500)      | 2017         | Gonzalo Pineda    |
| Charlotte FC                         | Charlotte, Caroline du Nord                                           | Bank of America Stadium (40 000)    | 2022         | Dean Smith        |
| Fire de Chicago                      | Chicago, Illinois                                                     | Soldier Field (24 995)              | 1998         | Frank Klopas      |
| FC Cincinnati                        | Cincinnati, Ohio                                                      | TQL Stadium (26 000)                | 2019         | Pat Noonan        |
| Crew de Columbus                     | Columbus, Ohio                                                        | Lower.com Field (20 011)            | 1996         | Wilfried Nancy    |
| D.C. United                          | Washington D.C.                                                       | Audi Field (20 000)                 | 1996         | Troy Lesesne      |
| Inter Miami CF                       | Fort Lauderdale, Floride (Aire métropolitaine de Miami)               | Chase Stadium (18 000)              | 2020         | Javier Mascherano |
| CF Montréal                          | Montréal, Québec                                                      | Stade Saputo (20 801)               | 2012         | Laurent Courtois  |
| New York City FC                     | New York, État de New York                                            | Yankee Stadium (30 321)             | 2015         | Nick Cushing      |
| Red Bulls de New York                | Harrison, New Jersey (Grand New York)                                 | Red Bull Arena (25 000)             | 1996         | Sandro Schwarz    |
| Revolution de la Nouvelle-Angleterre | Foxborough, Massachusetts (Grand Boston)                              | Gillette Stadium (20 000)           | 1996         | Caleb Porter      |
| Orlando City SC                      | Orlando, Floride                                                      | Inter&Co Stadium (25 500)           | 2015         | Óscar Pareja      |
| Union de Philadelphie                | Chester, Pennsylvanie (Philadelphie-Camden-Vineland)                  | Subaru Park (18 500)                | 2010         | Jim Curtin        |
| Toronto FC                           | Toronto, Ontario                                                      | BMO Field (30 000)                  | 2007         | John Herdman      |
| Association de l'Ouest               |                                                                       |                                     |              |                   |
| Équipe                               | Ville, État (Aire métropolitaine)                                     | Stade (capacité)                    | Début en MLS | Entraîneur        |
| Austin FC                            | Austin, Texas                                                         | Q2 Stadium (20 500)                 | 2021         | Josh Wolff        |
| Rapids du Colorado                   | Commerce City, Colorado (Zone métropolitaine Denver-Aurora)           | Dick's Sporting Goods Park (18 061) | 1996         | Chris Armas       |
| FC Dallas                            | Frisco, Texas (Dallas/Fort Worth Metroplex)                           | Toyota Stadium (20 500)             | 1996         | Nico Estévez      |
| Dynamo de Houston                    | Houston, Texas                                                        | Shell Energy Stadium (22 039)       | 2006         | Ben Olsen         |
| Sporting Kansas City                 | Kansas City, Kansas (Zone métropolitaine de Kansas City)              | Children's Mercy Park (18 467)      | 1996         | Peter Vermes      |
| Galaxy de Los Angeles                | Carson, Californie (Grand Los Angeles)                                | Dignity Health Sports Park (27 000) | 1996         | Greg Vanney       |
| Los Angeles FC                       | Los Angeles, Californie                                               | BMO Stadium (22 000)                | 2018         | Steve Cherundolo  |
| Minnesota United                     | Saint Paul, Minnesota (Aire métropolitaine de Minneapolis-Saint Paul) | Allianz Field (19 400)              | 2017         | Eric Ramsay       |
| Nashville SC                         | Nashville, Tennessee                                                  | Geodis Park (30 000)                | 2020         | Gary Smith        |
| Timbers de Portland                  | Portland, Oregon                                                      | Providence Park (25 218)            | 2011         | Phil Neville      |
| Real Salt Lake                       | Sandy, Utah (Aire métropolitaine de Salt Lake City)                   | America First Field (20 213)        | 2005         | Pablo Mastroeni   |
| San Diego FC,                        | San Diego, Californie                                                 | Snapdragon Stadium (35 000)         | 2025         | Mikey Varas       |
| Earthquakes de San José              | San José, Californie                                                  | PayPal Park (18 000)                | 1996         | Luchi Gonzalez    |
| Sounders de Seattle                  | Seattle, Washington                                                   | Lumen Field (39 419)                | 2009         | Brian Schmetzer   |
| St. Louis City SC                    | Saint-Louis, Missouri                                                 | Energizer Park (22 500)             | 2023         | Bradley Carnell   |
| Whitecaps de Vancouver               | Vancouver, Colombie-Britannique (Grand Vancouver)                     | BC Place Stadium (22 120)           | 2011         | Vanni Sartini     |

| Anciennes équipes   |                                                         |                       |               |
| Équipe              | Ville, État (Aire métropolitaine)                       | Stade                 | Années en MLS |
| Fusion de Miami     | Fort Lauderdale, Floride (Aire métropolitaine de Miami) | Lockhart Stadium      | 1998 à 2001   |
| Mutiny de Tampa Bay | Tampa Bay, Floride                                      | Raymond James Stadium | 1996 à 2001   |
| Chivas USA          | Carson, Californie (Grand Los Angeles)                  | StubHub Center        | 2005 à 2014   |

### Futures expansions
Le 31 juillet 2013, Don Garber annonce officiellement l'intention de la ligue d'ajouter quatre autres clubs d'ici 2020. Avec un total de 24 équipes, la MLS deviendrait la plus grande ligue de soccer professionnel au monde. Quelques villes ont déjà été ciblées pour cette nouvelle expansion: Atlanta, Détroit, Miami, Orlando et Sacramento. Avec l'entrée d'une deuxième équipe à New York et de Orlando en 2015, puis de Atlanta et de Minneapolis en 2017, et la nouvelle équipe de Los Angeles en 2018, en plus du projet d'expansion à Miami par le groupe mené par David Beckham, le nombre de places en MLS se réduit ainsi à une seule.
Don Garber a également indiqué que les options pour les futures expansions se situent à Austin, San Antonio et Saint-Louis. Progressivement, Sacramento et Minneapolis deviennent les villes favorites alors que le commissaire Don Garber évoque pour la première fois la possibilité d'aller au-delà de 24 franchises.
Le 5 février 2014, il est annoncé officiellement que David Beckham crée une franchise à Miami, en Floride. Cette franchise devrait intégrer la MLS une fois un accord intervenu quant à la construction d'un nouveau stade. Le 6 juin 2017, le comté de Miami-Dade approuve la vente de la dernière parcelle de terrain nécessaire pour la construction du stade.
Garber annonce le 15 décembre 2016 que la ligue serait élargie à 26 équipes d'ici la saison 2020, et à 28 à une date ultérieure. La ligue confirme qu'il y a dix villes à l'étude: Charlotte, Cincinnati, Détroit, Nashville, Raleigh, Sacramento, San Antonio, San Diego, Saint-Louis et Tampa. Le 31 janvier 2017, la MLS annonce qu'il a reçu des offres d'expansion de 12 groupes de propriété, les dix précédemment divulgués, plus Indianapolis et Phoenix.
Le 29 novembre 2017, Cincinnati, Détroit, Nashville et Sacramento sont les quatre villes finalistes à faire leurs présentations officielles au commissaire de la MLS, et au comité d'expansion de la ligue le 6 décembre à New York. Le 20 décembre, le groupe de Nashville est la première franchise acceptée, et débutera à une date à être déterminée.
Le 29 janvier 2018, la ligue annonce officiellement en grande pompe le retour d'une franchise à Miami avec un groupe piloté par l'ex-star du Galaxy de Los Angeles, David Beckham. La première saison de cette franchise se fera en 2020.
Le 29 mai 2018, la ligue annonce que le FC Cincinnati, qui joue alors dans la United Soccer League, rejoindrait la MLS en 2019.

## Palmarès et statistiques

### Palmarès de la MLS
À noter que jusqu'en 2003, la règle du but en or dans la prolongation était en vigueur, ainsi dès qu'un but était marqué, le match s'arrêtait. À partir de 2004, cette règle est supprimée et est remplacée par une prolongation de deux fois quinze minutes.
| Saison | Vainqueur Coupe MLS         | Finaliste                            | Score                   | Lieu de la finale                       | Supporters' Shield                   | Bilan V-N-D |
| ------ | --------------------------- | ------------------------------------ | ----------------------- | --------------------------------------- | ------------------------------------ | ----------- |
| 1996   | D.C. United (1)             | Galaxy de Los Angeles                | 3-2 a.p.                | Foxboro Stadium, Foxborough             | Mutiny de Tampa Bay                  | 20-0-12     |
| 1997   | D.C. United (2)             | Rapids du Colorado                   | 2-1                     | RFK Memorial Stadium, Washington        | D.C. United                          | 21-0-11     |
| 1998   | Fire de Chicago (1)         | D.C. United                          | 2-0                     | Rose Bowl, Pasadena                     | Galaxy de Los Angeles                | 24-0-8      |
| 1999   | D.C. United (3)             | Galaxy de Los Angeles                | 2-0                     | Foxboro Stadium, Foxborough             | D.C. United                          | 23-0-9      |
| 2000   | Wizards de Kansas City (1)  | Fire de Chicago                      | 1-0                     | RFK Memorial Stadium, Washington        | Wizards de Kansas City               | 16-9-7      |
| 2001   | Earthquakes de San José (1) | Galaxy de Los Angeles                | 2-1 a.p.                | Columbus Crew Stadium, Columbus         | Fusion de Miami                      | 16-5-5      |
| 2002   | Galaxy de Los Angeles (1)   | Revolution de la Nouvelle-Angleterre | 1-0 a.p.                | Gillette Stadium, Foxborough            | Galaxy de Los Angeles                | 16-3-9      |
| 2003   | Earthquakes de San José (2) | Fire de Chicago                      | 4-2                     | Home Depot Center, Carson               | Fire de Chicago                      | 15-8-7      |
| 2004   | D.C. United (4)             | Wizards de Kansas City               | 3-2                     | Home Depot Center, Carson               | Crew de Columbus                     | 12-13-5     |
| 2005   | Galaxy de Los Angeles (2)   | Revolution de la Nouvelle-Angleterre | 1-0 a.p.                | Pizza Hut Park, Frisco                  | Earthquakes de San José              | 18-10-4     |
| 2006   | Dynamo de Houston (1)       | Revolution de la Nouvelle-Angleterre | 1-1 a.p. (4-3 t. a. b.) | Pizza Hut Park, Frisco                  | D.C. United                          | 15-10-7     |
| 2007   | Dynamo de Houston (2)       | Revolution de la Nouvelle-Angleterre | 2-1                     | RFK Memorial Stadium, Washington        | D.C. United                          | 16-7-7      |
| 2008   | Crew de Columbus (1)        | Red Bulls de New York                | 3-1                     | Home Depot Center, Carson               | Crew de Columbus                     | 17-6-7      |
| 2009   | Real Salt Lake (1)          | Galaxy de Los Angeles                | 1-1 a.p. (5-4 t. a. b.) | Qwest Field, Seattle                    | Crew de Columbus                     | 13-10-7     |
| 2010   | Rapids du Colorado (1)      | FC Dallas                            | 2-1 a.p.                | BMO Field, Toronto                      | Galaxy de Los Angeles                | 18-5-7      |
| 2011   | Galaxy de Los Angeles (3)   | Dynamo de Houston                    | 1-0                     | Home Depot Center, Carson               | Galaxy de Los Angeles                | 19-10-5     |
| 2012   | Galaxy de Los Angeles (4)   | Dynamo de Houston                    | 3-1                     | Home Depot Center, Carson               | Earthquakes de San José              | 19-9-6      |
| 2013   | Sporting Kansas City (2)    | Real Salt Lake                       | 1-1 a.p. (7-6 t. a. b.) | Sporting Park, Kansas City              | Red Bulls de New York                | 17-8-9      |
| 2014   | Galaxy de Los Angeles (5)   | Revolution de la Nouvelle-Angleterre | 2-1 a.p.                | StubHub Center, Carson                  | Sounders de Seattle                  | 20-4-10     |
| 2015   | Timbers de Portland (1)     | Crew de Columbus                     | 2-1                     | Mapfre Stadium, Columbus                | Red Bulls de New York                | 18-6-10     |
| 2016   | Sounders de Seattle (1)     | Toronto FC                           | 0-0 a.p. (5-4 t. a. b.) | BMO Field, Toronto                      | FC Dallas                            | 17-9-8      |
| 2017   | Toronto FC (1)              | Sounders de Seattle                  | 2-0                     | BMO Field, Toronto                      | Toronto FC                           | 20-9-5      |
| 2018   | Atlanta United (1)          | Timbers de Portland                  | 2-0                     | Mercedes-Benz Stadium, Atlanta          | Red Bulls de New York                | 22-5-7      |
| 2019   | Sounders de Seattle (2)     | Toronto FC                           | 3-1                     | CenturyLink Field, Seattle              | Los Angeles FC                       | 21-9-4      |
| 2020   | Crew de Columbus (2)        | Sounders de Seattle                  | 3-0                     | Mapfre Stadium, Columbus                | Union de Philadelphie                | 14-5-4      |
| 2021   | New York City FC (1)        | Timbers de Portland                  | 1-1 a.p. (4-2 t. a. b.) | Providence Park, Portland               | Revolution de la Nouvelle-Angleterre | 22-7-5      |
| 2022   | Los Angeles FC (1)          | Union de Philadelphie                | 3-3 a.p. (3-0 t. a. b.) | Banc of California Stadium, Los Angeles | Los Angeles FC                       | 21-4-9      |
| 2023   | Crew de Columbus (3)        | Los Angeles FC                       | 2-1                     | Lower.com Field, Columbus               | FC Cincinnati                        | 16-9-9      |
| 2024   | Galaxy de Los Angeles (6)   | Red Bulls de New York                | 2-1                     | Dignity Health Sports Park, Carson      | Inter Miami CF                       | 22-8-4      |

### Bilan
| Rang | Club                                 | Titres | Finalistes |
| ---- | ------------------------------------ | ------ | ---------- |
| 1    | Galaxy de Los Angeles                | 6      | 4          |
| 2    | D.C. United                          | 4      | 1          |
| 3    | Crew de Columbus                     | 3      | 1          |
| 4    | Dynamo de Houston                    | 2      | 2          |
| 4    | Sounders de Seattle                  | 2      | 2          |
| 6    | Sporting Kansas City                 | 2      | 1          |
| 7    | Earthquakes de San José              | 2      | 0          |
| 8    | Timbers de Portland                  | 1      | 2          |
| 8    | Fire de Chicago                      | 1      | 2          |
| 8    | Toronto FC                           | 1      | 2          |
| 11   | Rapids du Colorado                   | 1      | 1          |
| 11   | Real Salt Lake                       | 1      | 1          |
| 11   | Los Angeles FC                       | 1      | 1          |
| 14   | New York City FC                     | 1      | 0          |
| 14   | Atlanta United                       | 1      | 0          |
| 16   | Revolution de la Nouvelle-Angleterre | 0      | 5          |
| 17   | Red Bulls de New York                | 0      | 2          |
| 18   | Union de Philadelphie                | 0      | 1          |
| 18   | FC Dallas                            | 0      | 1          |

### Statistiques (saison régulière)
- En gras sont notés les joueurs encore en activité en Major League Soccer.

| Place | Joueur                  | Nationalité  | Buts |
| ----- | ----------------------- | ------------ | ---- |
| 1     | Chris Wondolowski       | États-Unis   | 171  |
| 2     | Kei Kamara              | Sierra Leone | 147  |
| 3     | Landon Donovan          | États-Unis   | 145  |
| 4     | Jeff Cunningham         | États-Unis   | 134  |
| 5     | Jaime Moreno            | Bolivie      | 133  |
| 6     | Bradley Wright-Phillips | Angleterre   | 117  |
| 7     | Josef Martínez          | Venezuela    | 116  |
| 8     | Ante Razov              | États-Unis   | 114  |
| 9     | Jason Kreis             | États-Unis   | 108  |
| 10    | Gyasi Zardes            | États-Unis   | 106  |

| Place | Joueur            | Nationalité | Passes |
| ----- | ----------------- | ----------- | ------ |
| 1     | Landon Donovan    | États-Unis  | 136    |
| 2     | Steve Ralston     | États-Unis  | 135    |
| 3     | Brad Davis        | États-Unis  | 123    |
| 4     | Carlos Valderrama | Colombie    | 114    |
| 5     | Preki             | États-Unis  | 112    |
| 6     | Jaime Moreno      | Bolivie     | 102    |
| 7     | Marco Etcheverry  | Bolivie     | 101    |
| 8     | Sacha Kljestan    | États-Unis  | 99     |
| 9     | Luciano Acosta    | Argentine   | 97     |
| 10    | Cobi Jones        | États-Unis  | 91     |
| 10    | Diego Valeri      | Argentine   | 91     |
| 10    | Nicolás Lodeiro   | Uruguay     | 91     |

#### Classement général des joueurs ayant joué le plus de matchs
| Place | Joueur            | Nationalité  | Matchs |
| ----- | ----------------- | ------------ | ------ |
| 1     | Nick Rimando      | États-Unis   | 514    |
| 2     | Kyle Beckerman    | États-Unis   | 498    |
| 3     | Dax McCarty       | États-Unis   | 488    |
| 4     | Kei Kamara        | Sierra Leone | 445    |
| 5     | Jeff Larentowicz  | États-Unis   | 437    |
| 6     | Kevin Hartman     | États-Unis   | 416    |
| 7     | Darlington Nagbe  | États-Unis   | 415    |
| 8     | Chris Wondolowski | États-Unis   | 413    |
| 9     | Drew Moor         | États-Unis   | 411    |
| 10    | Chad Marshall     | États-Unis   | 409    |

### Affluences moyennes
| Année | Nombre de spectateurs | Affluence moyenne |
| ----- | --------------------- | ----------------- |
| 1996  | 2 785 001             | 17 406            |
| 1997  | 2 336 529             | 14 603            |
| 1998  | 2 747 897             | 14 312            |
| 1999  | 2 742 102             | 14 282            |
| 2000  | 2 641 086             | 13 756            |
| 2001  | 2 363 889             | 14 961            |
| 2002  | 2 214 978             | 15 821            |
| 2003  | 2 234 747             | 14 898            |
| 2004  | 2 333 797             | 15 559            |
| 2005  | 2 900 716             | 15 108            |
| 2006  | 2 976 787             | 15 504            |
| 2007  | 3 270 210             | 16 770            |
| 2008  | 3 456 641             | 16 460            |
| 2009  | 3 609 048             | 16 040            |
| 2010  | 4 002 053             | 16 675            |
| 2011  | 5 468 849             | 17 872            |
| 2012  | 6 074 729             | 18 807            |
| 2013  | 6 005 991             | 18 594            |
| 2014  | 6 184 350             | 19 147            |
| 2015  | 7 329 859             | 21 558            |
| 2016  | 7 375 287             | 21 692            |
| 2017  | 8 267 534             | 22 106            |
| 2018  | 8 552 503             | 21 873            |
| 2019  | 8 702 674             | 21 330            |
| 2020  | 637 020               | 24 501            |
| 2021  | 6 763 215             | 16 699            |
| 2022  | 10 011 578            | 21 032            |
| 2023  | 10 900 804            | 22 111            |
| 2024  | 11 454 205            | 23 234            |

## Récompenses
La MLS remet chaque année plusieurs récompenses individuelles ou collectives :
- la Coupe de la Major League Soccer (MLS Cup) remise à l'équipe championne à l'issue des séries éliminatoires ;
- le Trophée du meilleur joueur est la récompense attribuée au meilleur joueur de la saison régulière ;
- le Trophée d'homme du match de la MLS Cup est le trophée attribué au meilleur joueur de la finale ;
- le MLS Best XI est l'équipe-type de la saison ;
- le Trophée de l'entraîneur de l'année est le trophée remis au meilleur entraîneur de la saison ;
- le Trophée du retour de l’année est le trophée remis au joueur faisant le meilleur retour à la compétition de haut niveau en MLS ;
- le Trophée du défenseur de l'année est attribué au meilleur joueur de champ défensif de la ligue ;
- le Trophée du gardien de l'année récompense le meilleur gardien de but de la saison ;
- le MLS Golden Boot récompense le meilleur buteur de la saison régulière ;
- le Trophée du nouveau venu est attribué au meilleur joueur réalisant sa première saison en MLS et qui vient d'une autre ligue professionnelle ;
- le Trophée de la recrue de l'année le meilleur joueur de l'année réalisant sa première saison professionnelle ;
- le Trophée du fair-play désigne le joueur et l'équipe les plus fair-play de la saison.

### Soccer United Marketing
Établie en 2002, Soccer United Marketing est une organisation subsidiaire à but lucratif spécialisée dans le marketing de la Major League Soccer. Cette organisation est aussi le « partenaire mercatique exclusif » de la Fédération des États-Unis de soccer.
Soccer United Marketing fait l'objet de controverses pendant l'élection à la présidence de la fédération en 2018 en raison d'accusations de conflit d'intérêts potentiel entre Soccer United Marketing et la fédération..